# Diachasma caffer
Diachasma caffer är en stekelart som först beskrevs av Wesmael 1835.  Diachasma caffer ingår i släktet Diachasma och familjen bracksteklar. Inga underarter finns listade i Catalogue of Life.